# Pherotrichis mixtecana
Pherotrichis mixtecana är en oleanderväxtart som beskrevs av T. S. Brandegee. Pherotrichis mixtecana ingår i släktet Pherotrichis och familjen oleanderväxter. Inga underarter finns listade i Catalogue of Life.